# فيلي براون (لاعب كرة قدم بريطاني)
فيلي براون (بالإنجليزية: Willie Brown)‏ (17 سبتمبر 1928 في المملكة المتحدة - ) هو لاعب كرة قدم بريطاني في مركز الهجوم. لعب مع نادي نيلسون وأكرينجتون ستانلي ‏ وفورفار أثلتيك ‏.